# Josip Berković (diplomat)
Dr Josip Berković (Stari Grad, 18. ožujka 1885. – Rosario, 5. srpnja 1968.) je bio hrvatski liječnik, političar, novinar i diplomat.
Rodio se 1885. u Starom Gradu na otoku Hvaru. Bio je iz težačke obitelji.
Studirao je medicinu. Specijalizirao je ftizeologiju. Nakon toga je više godina radio u Splitu u dispanzeru (Dispanzer za grudne bolesti). Jedan je od prvih ftizeologa u Splitu. Bio je ugledni liječnik. Istaknuto se borio protiv onda vrlo raširene bolesti tuberkuloze.
Iako je mnogo pridonio u svojoj struci, osjetio je da može više za hrvatski narod pridonijeti i na drugi način. Stoga se aktivirao u HSS-u. Njegova pojava na ondašnjojo splitskoj političkoj pozornici je značajnija utoliko više što nije bio kao veliki broj drugih splitskih liječnika rodobljuba, koji su bili jugoslavenski opredijeljeni.
Već prve polovice 1920-ih se uključio u HSS-ov rad u Splitu. Dobro je naprjedovao, tako da je već na bio HSS-ovim kandidatom na općinskim izborima 1926., kad je uspio ući u gradsko vijeće. Uspjeh je ponovio i na idućim izborima 1928. godine. Vlastima protiv volje, postao je splitskim gradonačelnikom (načelnik) 25. studenoga 1928. Vlasti to opstruiraju zakonom od 6. siječnja 1929., temeljem kojeg se prereguliralo lokalnu samoupravu, čime su imale izliku raspustiti općinsko zastupstvo nepoželjna sastava, nakon čega je uskoro gradonačelnik postao kralju podoban Jakša Račić. Istog dana kad je bio donesen taj zakon, kralj je uveo Šestosiječanjsku diktaturu, Berković se kao i mnoštvo splitskih domoljuba povukao u pozadinu. Popuštanjem diktature 1930-ih se vratio u politički život. U tom se razdoblju intenzivira njegova suradnja sa stranačkim kolegom Paškom Kaliternom.

Uskoro se angažirao na kotarskoj razini te je bio zastupnikom otoka Hvara, pri čemu je mnogo napravio za svoj otok.
Vlastima se još jednom oštro zamjerio, održavši govor koji nije bio predviđen po protokolu na pokopu don Frane Bulića. Budući da taj govor nije bio po volji vlastima i što je bio mimo protokola, vlasti ga globe i zatvaraju.
Godine 1938. je pokrenuo zajedno s kolegom Paškom Kaliternom splitski dnevni list Hrvatski glasnik. 
Iako su bili dugo vremena suradnici, njih dvoje su vremenom imali sve više neslaganja, što je odražavalo sukob dviju struja u HSS-u, umjerene HSS-ovske kojoj je pripadao Kaliterna, i frankovačke, kojoj se Berković sve više priklanjao, kako su odmicale 1930-ih. Takvo radikaliziranje njegovih stavova je uslijedilo nakon višegodišnjeg iskustva u kojem je zaključio da s velikosrpskim hegemonistima i unitaristima treba imati oštrije pristupe. Osim njega, od splitske političke pozornice, tome su se priklonili i Stipan Matijević, dr Edo Bulat, dr Ivo Cuzzi i ini.
Vlasti NDH su ga primile. Dodijelile su mu mjesto potpredsjednika Sabora. Nakon kratkotrajnog saborskog rada, NDH ga šalje na poslaničko mjesto u Slovačku, u Bratislavu u kojoj se zadržao do kraja rata. Nakon toga se više nikad nije vratio u Hrvatsku, nego je otišao u Buenos Aires, u Argentinu, gdje je radio kao liječnik i surađivao s hrvatskim organizacijama.